# Eritema infecciós
La cinquena malaltia o eritema infecciós és una infecció viral que, en general, ocasiona una erupció cutània lleu. Apareix més freqüentment en els nens però els adults també poden contreure-la, encara que aproximadament el 50% són immunes perquè ja han estat infectats amb anterioritat pel virus. Es dona especialment durant els mesos d'hivern i de primavera. Encara que és una malaltia lleu que desapareix per ella mateixa, aquesta infecció pot ocasionar anèmia aguda i greu a les persones que tenen anèmia hemolítica. Les persones que tenen problemes en el sistema immunològic poden presentar una anèmia crònica per infecció del virus que requereix tractament mèdic.
Les persones que pateixen leucèmia o càncer, malalties immunològiques, que estan infectades pel virus de la immunodeficiència humana o que han rebut un trasplantament d'òrgan estan sotmeses a risc de malaltia greu si s'infecten.

## Agent causal
La cinquena malaltia és ocasionada per una infecció del virus Parvovirus B19. Aquest virus infecta tan sols els éssers humans i és diferent del Parvovirus contra el qual es vacunen gats i gossos. El Parvovirus B19 es dissemina a través de les secrecions respiratòries (per exemple, la saliva, l'esput i el moc nasal) de la persona infectada quan aquesta es troba en la part inicial de la malaltia, és a dir, abans que aparegui l'erupció cutània. És probable que el virus es propagui d'una persona a l'altra per contacte directe (per exemple, al compartir gots o estris d'ús personal).
La malaltia es contagia amb facilitat. En una llar, fins a un 50% de les persones susceptibles exposades a un membre de la família que té la malaltia poden ser infectades. Durant els brots escolars, des d'un 10% fins a un 60% dels alumnes poden contreure-la.
Quan l'infant malalt adquireix l'erupció cutània, probablement ja ha deixat de ser contagiós i pot tornar a l'escola o a la guarderia (a diferència del que passa amb altres malalties com el xarampió, en la qual la persona és contagiosa mentre té l'erupció cutània).

## Cinquena malaltia i embaràs
Normalment no es presenten complicacions serioses si una dona embarassada entra en contacte amb una persona malalta. Al voltant del 50% de les dones són immunes a aquest virus i els seus fetus estan protegits de la infecció i de la malaltia. Si una dona és susceptible i s'infecta, normalment només experimenta una afectació discreta i el seu futur fill no presenta cap problema atribuïble al virus.
No obstant això, algunes vegades la infecció pot causar una anèmia greu en el fetus. Això s'esdevé en menys del 5% de totes les embarassades infectades pel virus i es presenta més freqüentment durant la primera meitat de l'embaràs. No hi ha proves que l'agent causal ocasioni defectes congènits ni retard mental al nadó. En el cas d'estar embarassada i haver estat en contacte amb un malalt d'aquest tipus, s'ha de consultar el ginecòleg o la ginecòloga.

## Símptomes
El nen malalt presenta, generalment, una erupció cutània lleu a la cara, com si l'haguessin bufetejat, i una erupció cutània vermella al tronc i a les extremitats. Aquestes erupcions són indolores i, ocasionalment, van acompanyades de pruïja (picor). Dies abans que apareguin, el nen pot presentar febrícula (febre lleugera) i malestar general o estar refredat. D'ordinari, l'erupció desapareix entre set i deu dies.
En el cas dels adults, molts cops no es té cap símptoma però en altres ocasions apareix l'erupció cutània típica de la cinquena malaltia i/o es manifesta un dolor i inflor a les articulacions que desapareix normalment sense deixar seqüeles.
Generalment, una persona susceptible emmalalteix entre els quatre i els catorze dies després de ser infectada pel virus, malgrat que de vegades el període d'incubació pot allargar-se fins a vint dies.
No obstant això, no tots els infectats pel Parvovirus B19 emmalalteixen. Un 20% dels adults i nens que són infectats no mostren símptomes mentre que altres individus poden presentar quadres poc específics i difícils de diagnosticar com a cinquena malaltia. Tot i així, les persones infectades pel virus adquireixen una immunitat duradora que les protegeix de contagis futurs.

## Diagnòstic
L'erupció cutània a la cara és prou característica per identificar la malaltia i n'hi ha prou amb l'opinió del metge o de la metgessa. En alguns casos es pot realitzar una anàlisi de sang. Per exemple, per comprovar si una dona embarassada ha estat en contacte amb el virus o en el cas de malalts amb anèmia persistent.

## Tractament
La cinquena malaltia és una malaltia lleu que desapareix per ella mateixa i normalment no requereix tractament. El metge o la metgessa pot prescriure alguns medicaments (paracetamol, ibuprofèn, antihistamínics) per alleujar les molèsties en casos de presentar-se símptomes com febre, pruïja o malestar a les articulacions.

## Prevenció
No hi ha vacuna o medicament que previngui la infecció pel Parvovirus B19. Es recomana rentar-se les mans amb freqüència per reduir les possibilitats d'infecció. Excloure les persones amb la cinquena malaltia del treball, de les guarderies o de les escoles no ajuda a prevenir la propagació del virus, ja que són contagioses abans que se'ls manifesti l'erupció cutània.